# O.G. Original Gangster
| Críticas profissionais | Críticas profissionais |
| Avaliações da crítica  | Avaliações da crítica  |
| Fonte                  | Avaliação              |
| ---------------------- | ---------------------- |
| Allmusic               | [ 1 ]                  |
| Robert Christgau       | (A)                    |
| Entertainment Weekly   | (A)                    |
| RapReviews.com         | [ 4 ]                  |
| Rolling Stone          | [ 5 ]                  |

O.G. Original Gangster é o quarto álbum de estúdio de Ice-T. Lançado em 1991, o álbum tem sido considerado por muitos como o melhor do artista. O álbum introduziu a banda Body Count ao público, cujo som de thrash metal está em um fino contraste com o material do álbum.

## Lista de faixas
| #  | Título                                | Duração | Produtor(es)                   | Cantor(es)                                  | Samples |
| -- | ------------------------------------- | ------- | ------------------------------ | ------------------------------------------- | --- |
| 1  | "Home of the Bodybag"                 | 2:12    | DJ Aladdin SLJ Ice-T           | Ice-T                                       | - "Escape-ism" by James Brown |
| 2  | "First Impression"                    | 0:45    | Ice-T                          |                                             | |
| 3  | "Ziplock"                             | 1:20    | Afrika Islam Ice-T             | Ice-T                                       | |
| 4  | "Mic Contract"                        | 4:24    | SLJ DJ Aladdin Ice-T           | Ice-T Donald D                              | - "Good News" by The 5th Dimension - "Runaway People" by Dyke & the Blazers |
| 5  | "Mind over Matter"                    | 4:12    | DJ Aladdin Ice-T               | Ice-T                                       | - "Mind Power" by James Brown - "I Bet You" by Funkadelic |
| 6  | "New Jack Hustler"                    | 4:43    | DJ Aladdin                     | Ice-T DJ Aladdin                            | - "Blues and Pants" by James Brown - "You Can Make it if You Try" by Sly & the Family Stone - "Jasper Country Man" by Bobbi Humphrey                                                            |
| 7  | "Ed"                                  | 1:10    | Beatmaster V Nat the Cat Ice-T | Ice-T                                       | |
| 8  | "Bitches 2"                           | 5:24    | DJ Aladdin SLJ Ice-T           | Ice-T Charlie Jam                           | - "Pride and Vanity" by Ohio Players - "Dr. Funkenstein" by Parliament; escrita por George Clinton, Bernie Worrell e William Earl Collins - "Size Ain't Shit" by Bushwick Bill of the Geto Boys |
| 9  | "Straight up Nigga"                   | 3:43    | SLJ DJ Aladdin Ice-T           | Ice-T DJ Aladdin                            | |
| 10 | "O.G. Original Gangster"              | 4:13    | DJ Aladdin SLJ Ice-T           | Ice-T G³                                    | - "Synthetic Substitution" by Melvin Bliss - "Funky Drummer" by James Brown |
| 11 | "The House"                           | 0:57    | DJ Aladdin Ice-T               | Ice-T                                       | |
| 12 | "Evil E-What About Sex?"              | 0:46    | Ice-T                          |                                             | |
| 13 | "Fly By"                              | 3:29    | Afrika Islam Ice-T             | Ice-T Nat the Cat Donald D                  | - "Hot Pants... I'm Coming, I'm Coming, I'm Coming" by Bobby Byrd |
| 14 | "Midnight"                            | 5:49    | DJ Aladdin SLJ                 | Ice-T Randy Mac                             | - "Black Sabbath" by Black Sabbath - "When the Levee Breaks" by Led Zeppelin - "9mm Goes Bang" by Boogie Down Productions - "I Ain't No Joke" by Eric B. & Rakim                                |
| 15 | "Fried Chicken"                       | 1:00    | DJ Aladdin SLJ                 | Ice-T Prince Whipper Whip                   | - "People Say" by The Meters |
| 16 | "M.V.P.S."                            | 4:20    | Afrika Islam Ice-T             | Ice-T                                       | - "Blow Your Head" by The J.B.'s - "Damn Right, I Am Somebody" by The J.B.'s |
| 17 | "Lifestyles of the Rich and Infamous" | 3:51    | Afrika Islam Ice-T             | Ice-T Sean E Mac                            | |
| 18 | "Body Count"                          | 6:07    | Ice-T                          | Ice-T Ernie C Beatmaster V Moose Man D Rock | |
| 19 | "Prepared to Die"                     | 0:39    | Ice-T                          | Ice-T                                       | |
| 20 | "Escape from the Killing Fields"      | 2:36    | Afrika Islam Ice-T             | Ice-T                                       | - "Get Up Offa That Thing by James Brown - "What Do I Have to Do to Prove My Love to You" by Marva Whitney                                                                                      |
| 21 | "Street Killer"                       | 0:41    | DJ Aladdin SLJ Ice-T           | Ice-T Special K                             | - "Escape-ism" by James Brown - "Voodoo Child" by Jimi Hendrix |
| 22 | "Pulse of the Rhyme"                  | 4:17    | DJ Aladdin Ice-T               | Ice-T                                       | - "Off the Cuff" by Freddie Robinson |
| 23 | "The Tower"                           | 3:58    | Bilal Bashir Ice-T             | Ice-T Sean E Sean Al Patrome Mello          | - "Halloween theme" by John Carpenter |
| 24 | "Ya Shoulda Killed Me Last Year"      | 1:41    | Ice-T                          | Ice-T                                       | |